# Banco de Poupança e Crédito
Banco de Poupança e Crédito (BPC) és un banc de propietat governamental d'Angola. Amb unes 68 sucursals, inclosa una a Cabinda, té la xarxa d'oficines més gran del país.
El 1956 es va fundar a Lisboa el Banco Comercial de Angola, fundat a Lisboa, però amb les accions en mans de l'entitat belga Banque de Bruxelles. Va obrir immediatament una oficina a Luanda. El banc va transferir la seva seu a Luanda el 1967. Posteriorment, el banc era propietat del Banco Português do Atlântico.
En 1971 el Barclays Bank va rebre accions del Banco Português do Atlântico a canvi d'aportar les seves oficines a Moçambic al Banco Comercial de Angola.
Després de la independència el 1975, el govern d'Angola va nacionalitzar el banc i va canviar el seu nom al Banco Popular de Angola. Pel mateix temps, el govern de São Tomé i Príncipe va nacionalitzar la seva branca al país, incorporant-lo al que és ara Banc Central de São Tomé i Príncipe. El Banco Comercial de Angola també tenia una oficina a Macau que en 1974 esdevingué Banco Comercial de Macau, un subsidiari del Banco Português do Atlântico. El Govern de Moçambic va nacionalitzar les operacions que li pertanyien al banc, incorporant-los al Banc de Moçambic.
El 1991, el govern va canviar el seu nom de Banco Popular de Angola a Banco de Poupança e Crédito. En 2016 tenia 43 agències arreu del país, amb 5.530 treballadors.